# Finnische Meisterschaften im Biathlon 2009
Die Finnischen Meisterschaften im Biathlon 2009 fanden vom 4. bis 5. April des Jahres in Kuhmo statt. Sowohl für Männer als auch für Frauen wurde ein Wettbewerb im Sprint veranstaltet.

## Frauen
| Platz | Starter          | Verein | Zeit | Schießfehler |
| ----- | ---------------- | ------ | ---- | ------------ |
| 1     | Kaisa Mäkäräinen |        |      |              |
| 2     | Teija Kuntola    |        |      |              |
| 3     | Mari Laukkanen   |        |      |              |
| 4     | Anita Hakala     |        |      |              |
| 5     | Maarit Korpi     |        |      |              |
| 6     | Pirjo Urpilainen |        |      |              |

Datum: 4. April 2009

## Männer
| Platz | Starter        | Verein | Zeit | Schießfehler |
| ----- | -------------- | ------ | ---- | ------------ |
| 1     | Paavo Puurunen |        |      |              |
| 2     | Timo Antila    |        |      |              |
| 3     | Mika Kaljunen  |        |      |              |
| 4     | Marko Mänttäri |        |      |              |
| 5     | Jouni Kinnunen |        |      |              |
| 6     | Ville Laitinen |        |      |              |

Datum: 5. April 2009